# Kiko Casilla
Francisco Casilla Cortés (* 2. října 1986 Alcover), známý jako Kiko Casilla, je španělský profesionální fotbalový brankář, který chytá za španělský klub Elche CF, kde je na hostování z anglického klubu Leeds United FC. V roce 2014 odchytal také jedno utkání v dresu španělské reprezentace.

## Reprezentační kariéra
V A-mužstvu Španělska debutoval 18. listopadu 2014 na stadionu ve Vigu v přátelském zápase proti Německu (porážka 0:1). V 77. minutě střídal na hřišti Ikera Casillase a v 89. minutě inkasoval jediný gól utkání z kopačky Toniho Kroose.